# Château de Neaufles-Saint-Martin
Le château de Neaufles-Saint-Martin est un ancien château fort du XIIe siècle, aujourd'hui ruiné, dont les vestiges se dressent sur la commune française de Neaufles-Saint-Martin dans l'est du département de l'Eure, en région Normandie. Il n'en subsiste plus qu'une tour, dite « tour de la Reine Blanche ». Le donjon est inscrit au titre des monuments historiques par arrêté du 17 avril 1926.

## Localisation
Les vestiges du château sont situés au sommet d'une crête d'où il domine d'une trentaine de mètres environ le point de confluence de l'Epte et de la Levrière, à 800 mètres au nord de l'église Saint-Martin de Neaufles-Saint-Martin, dans le département français de l'Eure, à proximité de celui de l'Oise. Cet emplacement stratégique lui permet de bénéficier d'un large panorama sur les deux vallées,.
Situé à quelques kilomètres à l'ouest de Gisors, il servait de point d'appui rapproché à cette forteresse, face au Vexin français et aux garnisons du roi de France.

## Historique
Il semble qu'il existait déjà un château à Neaufles dès 856 lorsque Charles le Chauve y réunit les grands du royaume afin d'organiser une riposte aux attaques des Vikings (plaid de Neaufles).
Vers 1050, lorsque le château est confié, par les ducs de Normandie, à Guillaume Crespin, il n'est alors constitué que d'une tour en bois protégée au nord par l'escarpement naturel de la vallée de la Levrière et au sud, du côté du plateau, par un fossé profond de 6 à 8 mètres. Il est également renforcé par une motte puissante constituée à partir des terres extraites pour former le fossé,,.
En 1097, il est reconstruit par Robert de Bellême pour Guillaume le Roux, roi d'Angleterre.
En 1160, à la suite de la signature du traité de Gaillon avec le roi des Francs Louis VII, le roi d'Angleterre Henri II Plantagenêt récupère le château et le Vexin normand. Il renforce alors la forteresse afin de bloquer l'accès de la vallée de l'Epte aux forces françaises.
En 1183, Henri II Plantagenêt, se sentant menacé par Philippe Auguste, crée une frontière fortifiée, pour séparer le Vexin normand du Vexin français, en construisant une ligne de châteaux forts au sud de Gisors, le long de l'Epte : Neaufles, Dangu, Châteauneuf-sur-Epte.
Philippe Auguste, après avoir envahi le Vexin normand pendant la captivité du nouveau roi d'Angleterre, Richard Cœur de Lion, conservera le château de Neaufles à la suite de la signature en 1196 du traité de Gaillon.
En 1350, la reine Blanche de Navarre, veuve de Philippe VI de Valois, reçoit le château en douaire et s'y retire jusqu'à sa mort le 5 octobre 1398.
La tour subsistante, ancien donjon du château, est appelée tour de la Reine Blanche, en sa mémoire.
Après Henri IV, seul subsiste le donjon. Celui-ci est démantelé sur ordre de Mazarin en 1647 qui le fait couper en deux à la verticale,,, d'où son état actuel.

## Description
Le château est bâti sur une falaise dominant la Levrière, côté où l'escarpement, d'une trentaine de mètres, est presque vertical. À l'opposé, le plateau descend en pente douce vers l'Epte.
Le donjon a été construit vers 1180-1184 sur une motte au point le plus haut, presque à l'à-pic de la falaise. Côté plateau, il est protégé par son fossé propre, puis par un second fossé en arc de cercle enserrant une large basse-cour, délimitant une place forte allongée sur près de 200 m le long du rebord. De forme circulaire, il est constitué d'une maçonnerie de blocage de silex noyés dans un épais mortier et couverte par un parement de petits moellons. Son diamètre extérieur est de 13,60 mètres et sa hauteur de 20 mètres. Quant aux murs, ils possèdent une épaisseur de 2,90 mètres,.
Les ouvertures, plutôt rares, se distinguent par leur encadrement de chaînages de pierres calcaires.
L'édifice se répartissait sur quatre niveaux auxquels s'ajoutaient la terrasse sommitale : un niveau enterré d'environ 6 mètres, un rez-de-chaussée probablement aveugle et enfin deux niveaux supérieurs,.